# Sant Cugat del Vallès
Sant Cugat del Vallés – miasto w północno-wschodniej Hiszpanii, w Katalonii w comarce Vallès Occidental, położone nieopodal Barcelony, między górami Serra de Collserola i Serra de Galliners.